# Rounders (Film)
Rounders ist ein US-amerikanischer Spielfilm von John Dahl aus dem Jahr 1998. Der Film kam in Deutschland nicht ins Kino und erschien erst am 6. Februar 2006 auf DVD in Deutschland.

## Handlung
Mike McDermott ist ein begnadeter Pokerspieler. Als er gegen den russischen Mafioso Teddy KGB einen Großteil seines Vermögens verliert, hört er auf zu pokern und fängt auch seiner Freundin Jo zuliebe nicht mehr an. Als sein alter Freund Lester „Worm“ Murphy aus dem Gefängnis entlassen wird, gerät Mike allerdings wieder in den Sog des Spieles.
Worm hat Spielschulden bei KGB von 15.000 US-Dollar und ihm bleiben nur fünf Tage, um das Geld zurückzuzahlen. Mike verspricht seinem verzweifelten Freund zu helfen. Als Worm seinen Gläubiger provoziert, bürgt Mike sogar mit dem Leben, um ihn zu schützen. Als einzige Möglichkeit, derart schnell das benötigte Geld zu erwirtschaften, sehen die Freunde das Pokern. Tatsächlich scheint ihr Plan aufzugehen. Während Mike sich auf sein außergewöhnliches Können verlassen kann, versucht Worm, seinen Gewinn durch geschickte Betrügereien zu erwirtschaften. Aus diesem Grund kommt es jedoch vermehrt zu Streitereien zwischen den Freunden. Als Worm letztlich beim Betrügen erwischt wird, verlieren sie alles. Daraufhin gehen beide getrennte Wege. Mike geht zu Teddy KGB und fordert ihn zu einer Pokerrunde auf. Es stellt sich heraus, dass Mike der bessere Spieler ist. Er schafft es, das benötigte Geld und sogar sein früheres Vermögen zurückzugewinnen.
Am selben Abend entschließt er sich, sein Talent zu nutzen, um sein Geld als professioneller Spieler in Las Vegas zu verdienen.

## Kritiken
Der Film erhielt überwiegend positive bis gemischte Kritiken und erreichte bei Rotten Tomatoes eine Bewertung von 65 %, basierend auf 79 Kritiken. Bei Metacritic konnte ein Metascore von 54, basierend auf 32 Kritiken, erzielt werden.

„Solide inszenierte Spieler-Komödie, unterhaltsam erzählt und gut gespielt.“

## Hintergrund
- Johnny Chan hat sich nur seiner Tochter zuliebe bereit erklärt, in dem Film mitzuwirken, denn diese wollte unbedingt Matt Damon treffen.
- Für den Charakter Worm war ursprünglich geplant, dass er raucht. Jedoch war Edward Norton zu dem Zeitpunkt ein überzeugter Nichtraucher.
- Die Dreharbeiten fanden hauptsächlich im East Jersey State Prison sowie in und nahe der Rutgers Law School in Newark, New Jersey, statt.
- Der Film kostete 12 Millionen US-Dollar und spielte rund 23 Millionen US-Dollar ein.[4]
- Der Begriff Rounders ist ein Synonym für die Leute, die die gängigsten Poker-Spielarten beherrschen, an verschiedenen Pokertischen (Casino, Homegames, Pokerräume etc.) teilnehmen und damit ihr Einkommen verdienen.

## Auszeichnungen
- Southeastern Film Critics Association Awards: Best Actor (Edward Norton)
- Internationalen Filmfestspiele von Venedig: Nominierung für Golden Lion (John Dahl)